# Camelot – Am Hofe König Arthurs
Camelot – Am Hofe König Arthurs (Originaltitel: Camelot) ist eine US-amerikanische Musicalverfilmung aus dem Jahr 1967, das auf dem gleichnamigen Bühnenmusical beruht, das von Alan Jay Lerner und Frederick Loewe geschrieben wurde. Adaptiert wurde dabei die Grundgeschichte aus T. H. Whites Roman um den mystischen „König Artus“ in Der König auf Camelot (The Once and Future King) (1958).

## Handlung
König Arthur hat die schöne Guinevere geheiratet und mit seinen Rittern am „runden Tisch“ (die „Tafelrunde“) das perfekte Königreich etabliert. Als der französische Ritter Lancelot zu der Runde stößt, verliebt sich dieser in Guinevere. Das wird von Arthurs illegitimem Sohn Mordred, der sich bei seinem Vater und dem Hof eingeschmeichelt hat, ausgenutzt, eine Intrige zu spinnen. Er lässt ein Treffen von Lancelot und Guinevere wie Ehebruch aussehen, worauf Lancelot flieht und Guinevere zum Tode auf dem Scheiterhaufen verurteilt wird. In letzter Minute kann Lancelot Guinevere retten und flieht mit ihr.
Arthur erkennt schließlich Mordreds teuflischen Plan und es kommt zum Kampf zwischen den Rittern Arthurs und Mordreds Anhängern, und im Verlauf der Schlacht tötet Arthur Mordred, wird von diesem aber ebenfalls tödlich verwundet. Guinevere zieht sich in ein Kloster zurück.

## Hintergrund

### Deutsche Fassung
Der Film lief am 29. Februar 1968 in den bundesdeutschen Kinos an. Allerdings hatte ihn der Verleih dafür von seiner originalen Kinolauflänge von 181 Minuten auf 157 Minuten gekürzt. Mittlerweile gibt es jedoch eine auch auf DVD veröffentlichte integrale Fassung. Die deutsche Synchronbearbeitung entstand 1967 bei der Ultra Film Synchron GmbH in München. Für Dialogbuch und Synchronregie zeichnete Josef Wolf verantwortlich. Für Richard Harris (König Arthur) sprach Reinhard Glemnitz, für Franco Nero (Sir Lancelot) Hansjörg Felmy und für Vanessa Redgrave (Königin Guinevere) Christa Berndl.

### Anachronismen
- Auf der Reise von Guinevere zum Hof von König Arthur macht die Gesellschaft eine „Teepause“, nur war Tee zu dieser Zeit in England noch gar nicht bekannt.

### Filmlieder
- „I Wonder What the King Is Doing Tonight“ (Artus)
- „The Simple Joys of Maidenhood“ (Guinevere)
- „Camelot“ (Artus und Guinevere)
- „Follow Me“ (Nimue)
- „C’est Moi“ (Lancelot)
- „The Lusty Month of May“ (Guinevere u. a.)
- „Then You May Take Me To the Fair“ (Guinevere, Sir Lionel, Sir Sagramore und Sir Dinadan)
- „How To Handle a Woman“ (Artus)
- „If Ever I Would Leave You“ (Lancelot)
- „What Do the Simple Folk Do?“ (Artus und Guinevere)
- „I Loved You Once In Silence“ (Guinevere)
- „Guinevere“ (Cast)
- „Camelot – reprise“ (König Artus und ein Junge)

## Kritiken
„Monstermusical, das nur selten beschwingte Laune und ironischen Witz erreicht, bei allem Aufwand keinen angemessenen Stil findet und auch musikalisch ohne Reize bleibt.“

„Für viele sicherlich ein geschmackliches Wagnis. Dem ausgezeichnet gespielten Film gelingt sowohl in bezug auf die Zeichnung der Hauptpersonen als auch hinsichtlich der bildlichen Gestaltung an manchen (nicht allen!) Stellen der Durchbruch vom klischeehaften Kitsch des Genres in der Vergangenheit zum eigenen und origínellen künstlerischen Konzept. Hervorragend die Farbdramaturgie, äußerst sorgfältig Kostüme und Ausstattung. Gute Unterhaltung ab 14 Jahren.“

## Auszeichnungen

### Oscarverleihung 1968
- Bestes Szenenbild: John Truscott, Edward Carrere, John Brown
- Bestes Kostümdesign: John Truscott
- Beste Filmmusik: Alfred Newman, Ken Darby

Nominiert für:
- Beste Kamera: Richard H. Kline
- Bester Ton: Warner Bros.-Seven Arts Studio Sound Department

### Golden Globes
- Bester männlicher Hauptdarsteller: Richard Harris
- Beste Musik: Frederick Loewe
- Bester Filmsong: If Ever I Should Leave You

Nominiert für:
- Beste Komödie/Musical
- Beste weibliche Hauptdarstellerin: Vanessa Redgrave
- Bester Nachwuchsdarsteller: Franco Nero

## DVD-Veröffentlichung
- Camelot. Warner Home Video 2006 (integrale Fassung; d. h. ursprünglich nicht deutsch synchronisierte Passagen sind im Original mit Untertiteln eingefügt)